# Vilma Bánky

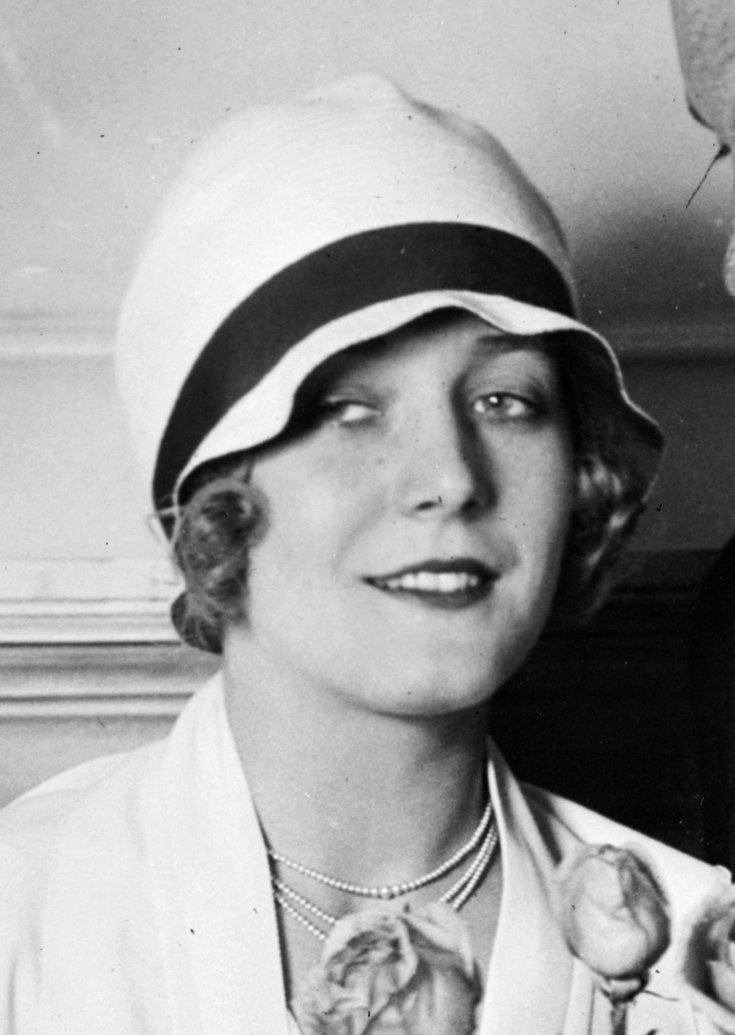
Vilma Bánky (1927)

Vilma Bánky (anhörenⓘ * 9. Januar 1901 in Nagydorog, Königreich Ungarn als Vilma Koncsics; † 18. März 1991 in Los Angeles, Kalifornien) war eine ungarische Schauspielerin. Sie war gegen Ende der Stummfilmära einer der bekanntesten Stars in Hollywood. Auf dem Höhepunkt ihrer Karriere wurde sie als The Hungarian Rhapsody bekannt.

## Karriere
Vilma Bánky wurde wohl 1901 (nach anderen Angaben 1898) als Tochter eines Polizisten im damaligen Österreich-Ungarn geboren. Sie wuchs hauptsächlich in Budapest auf und arbeitete als Stenografin, ehe sie für den Film entdeckt wurde und wahrscheinlich 1919 in Im letzten Augenblick unter Regie von Max Boese ihr Filmdebüt machte. Es folgten weitere Filme in Deutschland, Frankreich und Ungarn, heute am bekanntesten darunter ist die Komödie Max, der Zirkuskönig mit Max Linder. 1925 entdeckte sie der amerikanische Produzent Samuel Goldwyn und holte sie mit einem Studiovertrag nach Hollywood.
Eine ausgesprochene Schönheit mit blonden Haaren und blauen Augen, schaffte sie bereits mit ihrem Debüt Der Adler neben Rudolph Valentino eine Sensation. Sie wurde von der Presse als aufregende Entdeckung gefeiert und überstrahlte eine Zeit lang sogar den Aufstieg einer anderen europäischen Entdeckung: Greta Garbo, die bei MGM unter Vertrag stand. Nach einem weiteren Erfolg neben Valentino in George Fitzmaurice’ Kostümdrama Der Sohn des Scheichs fand Bánky ihren perfekten Partner in Ronald Colman, der ebenfalls bei Goldwyn unter Vertrag stand. Beide drehten Der schwarze Engel, eine mystische Geschichte um Liebe und Verzicht unter Kriegsveteranen. Der Film war einer der größten Kassenerfolge des Jahres und machte aus Colman-Bánky eines der großen Leinwandtraumpaare der späten 1920er Jahre in Hollywood. Ihr Erfolg in Entfesselte Elemente, 1926 unter der Regie von Henry King mit viel Geld – gut $ 800 000 – auf die Leinwand gebannt, veranlasste alle anderen Studios, ebenfalls nach Traumpaaren zu suchen. Einige Versuche waren erfolgreich, so Garbo/John Gilbert für MGM oder Janet Gaynor/Charles Farrell bei Fox. Andere scheiterten bereits nach einem Versuch, so wie der, aus Fay Wray und Gary Cooper Paramount's Glorious Young Lovers machen zu wollen. Bánky und Colman drehten noch weitere romantische Abenteuer, die meist in einem verklärten Europa spielten. The Night of Love zeigte beispielsweise 1927 Colman als Prinzen, der sich als Zigeuner verkleidet und sich in die Braut seines Feindes verliebt. Ein besonders spitzfindiger Kritiker schrieb über den Film folgendes nicht übersetzbare Wortspiel:
After some hanky-panky with Banky, Colman takes her to his gypsy camp. Gypsy camp aptly describes this mishmash of several movie clichés.
Im selben Jahr drehten das Duo König Harlekin, der ihn als Zirkusclown, der die Rolle eines Königs einnehmen muss, und sie als Trapezartistin präsentierte. Unzufrieden mit der ewigen Wiederholung derselben Rollen beendeten sie mit Die Verschwörer 1928 ihre Zusammenarbeit. Wie üblich war Colman ein verkleideter Prinz, der diesmal während des Achtzigjährigen Kriegs der Niederlande die Frau seines größten Feindes rettet und sich in sie verliebt. Bánky machte allen Spekulationen um eine Romanze durch ihre Ehe mit dem Hollywood-Star Rod La Rocque im selben Jahr ein Ende. Goldwyn zahlte seinem größten weiblichen Star damals gut 6.000 Dollar die Woche und drängte sie, sich angesichts des heraufdämmernden Tonfilms ganz gezielter Englischlektionen zu unterziehen. Bánky drehte noch einen wenig erfolgreichen Stummfilm, Die Fahrt ins Feuer, der kurz nach dem Deutsch-Französischen Krieg von 1870 spielt, um sich dann 1929, als die Aufnahmetechnik schon verbessert war, dem Mikrophon zu stellen. Im Gegensatz zum bühnenerprobten Ronald Colman war Bánky mit den Anforderungen des Tonfilms überfordert. Ihre Stimme wurde als zwar angenehm, aber ohne Charakter beschrieben. Zudem kam ein hörbarer ungarischer Akzent, der nach Ansicht vieler Fans nicht zu ihrem ätherischen Leinwandimage passte.
Nach dem finanziellen Misserfolg ihres letzten Stummfilms Mein Himmelreich verlängerte Goldwyn ihren Vertrag nicht mehr. Bánky drehte Ende 1929 unter der Regie von Victor Sjöström noch das Tonfilm-Remake des Vorjahresflops The Secret Hour von Pola Negri unter dem Titel A Lady to Love. Edward G. Robinson war ihr Partner, der später in seiner Autobiographie schrieb, sie sei einfach zu schön für den Part einer verzweifelten Kellnerin, die einen verbitterten Winzer heiratet und ihn mit seinem Vorarbeiter betrügt. Danach war die amerikanische Karriere von Vilma Bánky beendet. Zuletzt stand sie 1932 für The Rebel, den englischsprachigen Versionenfilm von Luis Trenkers Der Rebell vor der Kamera.
Bánky verbrachte die nächsten Jahrzehnte als Gastgeberin für gute Freunde und auf dem Golfplatz. Sie und ihr Ehemann La Rocque, mit dem sie bis zu dessen Tod 1969 in einer glücklichen Ehe verheiratet blieb, hatten erfolgreich in Immobilien rund um Hollywood investiert, sodass sie auch später wohlhabend blieben. 1960 wurde ihr ein Stern auf dem Hollywood Walk of Fame gewidmet. Bánky gründete eine millionenschwere Stiftung für Kindererziehung. Sie starb im März 1991 mit wahrscheinlich 90 Jahren an einem Herzleiden. Da sie enttäuscht über die fehlenden Besuche ihrer vermeintlichen Freunde während ihrer letzten Lebensjahre war, wies sie ihren Anwalt an, ihren Tod nicht öffentlich zu machen. Daher gelangte Bánkys Tod erst im Dezember 1992 an die Öffentlichkeit.

## Filmografie (Auswahl)
- 1919: Im letzten Augenblick
- 1922: Schattenkinder des Glücks
- 1923: Herrin der Pussta (Das Bildnis)
- 1924: Max, der Zirkuskönig
- 1924: Das verbotene Land
- 1924: Hotel Potemkin
- 1924: Das schöne Abenteuer
- 1925: Der schwarze Engel (The Dark Angel)*
- 1925: Der Adler (The Eagle)
- 1926: Entfesselte Elemente (The Winning of Barbara Worth)*
- 1926: Der Sohn des Scheichs (The Son of the Sheik)
- 1927: Nacht der Liebe (The Night of Love)*
- 1927: König Harlekin (The Magic Flame)*
- 1928: Die Verschwörer (Two Lovers)*
- 1928: Die Fahrt ins Feuer (The Awakening)
- 1929: Mein Himmelreich (This Is Heaven)
- 1930: A Lady to Love
- 1930: Die Sehnsucht jeder Frau (Versionenfilm von A Lady to Love)
- 1933: The Rebel (Versionenfilm von Der Rebell)

Filme mit Ronald Colman sind mit einem Sternchen (*) gekennzeichnet.